# Ruyales del Páramo
Ruyales del Páramo es una localidad englobada en el municipio de Huérmeces, situada en la provincia de Burgos, comunidad autónoma de Castilla y León (España), comarca de Odra-Pisuerga. 

## Datos generales
Situado 4,3 km al este de la capital del municipio, Huérmeces, al final de la carretera local que tiene su origen en la BU-622 al norte de la capital del municipio, a la altura de la casa del Arrabal. Situado en el páramo con una altitud superior a los 1000 metros, ascendiendo desde los 884 m. en el valle del río Úrbel. Del núcleo urbano parten viejos caminos a Ros, Los Tremellos, Quintanilla-Pedro Abarca, Úrbel del Castillo y Espinosilla de San Bartolomé. Linda con el término de Las Hormazas.
Bañado por el arroyo conocido com Río Ruyales que continúa aguas abajo hacia Los Tremellos para desaguar al en río Hormazuelas a la altura de Villanueva de Argaño.

## Situación administrativa
Entidad Local Menor cuya alcaldesa pedánea es Nuria Camarena Rodríguez 
( Partido Popular).

## Medio ambiente
Monte público denominado Baldíos de Ruyales del Páramo , número BU-3186 del Elenco de Montes Contratados de la provincia de Burgos, propiedad de la Junta Vecinal de Ruyales del Páramo y sito en el término municipal de Huérmeces, con una extensión superficiil de 66,5000 Hectáreas y constituido por cinco parcelas, que de oeste a este son: «Las Hoyas»: 14,5 hectáreas, «Valdefrailes»: 10 hectáreas, «Peña El Gato»: 21 hectáreas, «Las Mayas»: 12,5 hectáreas y «La Cotorra»: 8,5 hectáreas. Ha sido declarado de utilidad pública (ORDEN MAM/199/2006, de 7 de febrero) por cumplir los siguientes requisitos:
Por estar situado en cabecera de cuencas hidrográfica, contribuyendo decisivamente a la regulación del régimen hidrológico, evitando o reduciendo aludes, riadas e inundaciones y defendiendo poblaciones, cultivos e infraestructuras.
Por contribuir a la conservación de la diversidad biológica, a través del mantenimiento de los sistemas ecológicos, la protección de la flora y la fauna o la preservación de la diversidad genética y por constituir un elemento relevante del paisaje. Comprende las especies: Pinus sylvestris, Pinus nigra y Quercus ilex.

## Historia
Lugar que formaba parte, de la Jurisdicción de Haza de Siero en del Partido de Castrojeriz, uno de los catorce que formaban la Intendencia de Burgos, durante el periodo comprendido entre 1785 y 1833, en el Censo de Floridablanca de 1787, jurisdicción de realengo con regidor pedáneo.
Antiguo municipio de Castilla la Vieja en el Partido de Burgos código INE-095126. 
En el censo de la matrícula catastral contaba con 12 hogares y 41 vecinos.
Entre el censo de 1857 y el anterior, este municipio desaparece porque se integra en el municipio 09296 Quintanilla-Pedro Abarca.
En 2006 contaba con 22 habitantes.

## Parroquia
Parroquia: San Justo y San Pastor /
Ermita de San Andrés desaparecida.